# アキュラ・ARX-02
アキュラ・ARX-02は、アメリカン・ルマン・シリーズ（ALMS）のLMP1クラスへの参戦のために開発されたスポーツプロトタイプカーである。LMP2クラスのアキュラ・ARX-01a/bとは異なり、モノコックを含めて独自設計のものである。

## 概要
2007年よりALMSのLMP2クラスに参戦するチームをサポートしているホンダ・パフォーマンス・ディベロップメント(HPD）の新たな試みとしてLMP1クラスに投入された車両で、初めてHPDが主に設計と開発を行ったものである。
エンジンは、LMP2用V型8気筒3.4L NAエンジンをもとに、新たに設計したV型8気筒4.0L NA ガソリンエンジンを搭載している。これは、競合車のものより若干排気量が小さくかつ保守的な印象がある。
車体は、HPDとイギリスのワース・リサーチとが共同開発したもので、各部の空力部品の処理や前後に同サイズのタイヤを装着するなど、斬新な部分が見られる。
デビューシーズンである2009年に投入された「アキュラ・ARX-02a」は、ド・フェラン・モータースポーツとハイクロフト・レーシングが使用している。開幕戦セブリング12時間ではド・フェラン・モータースポーツがポールポジションを獲得するもリタイアを喫するものの、その後は他チームの撤退にも助けられ連勝を続け、第8戦（ボーマンビル）において、エンジン／シャシー両部門のマニュファクチャラーズタイトルを獲得し、最終戦（モントレー）において、ハイクロフト・レーシングがドライバーズタイトルを獲得した。